# Liste des intercommunalités du Doubs

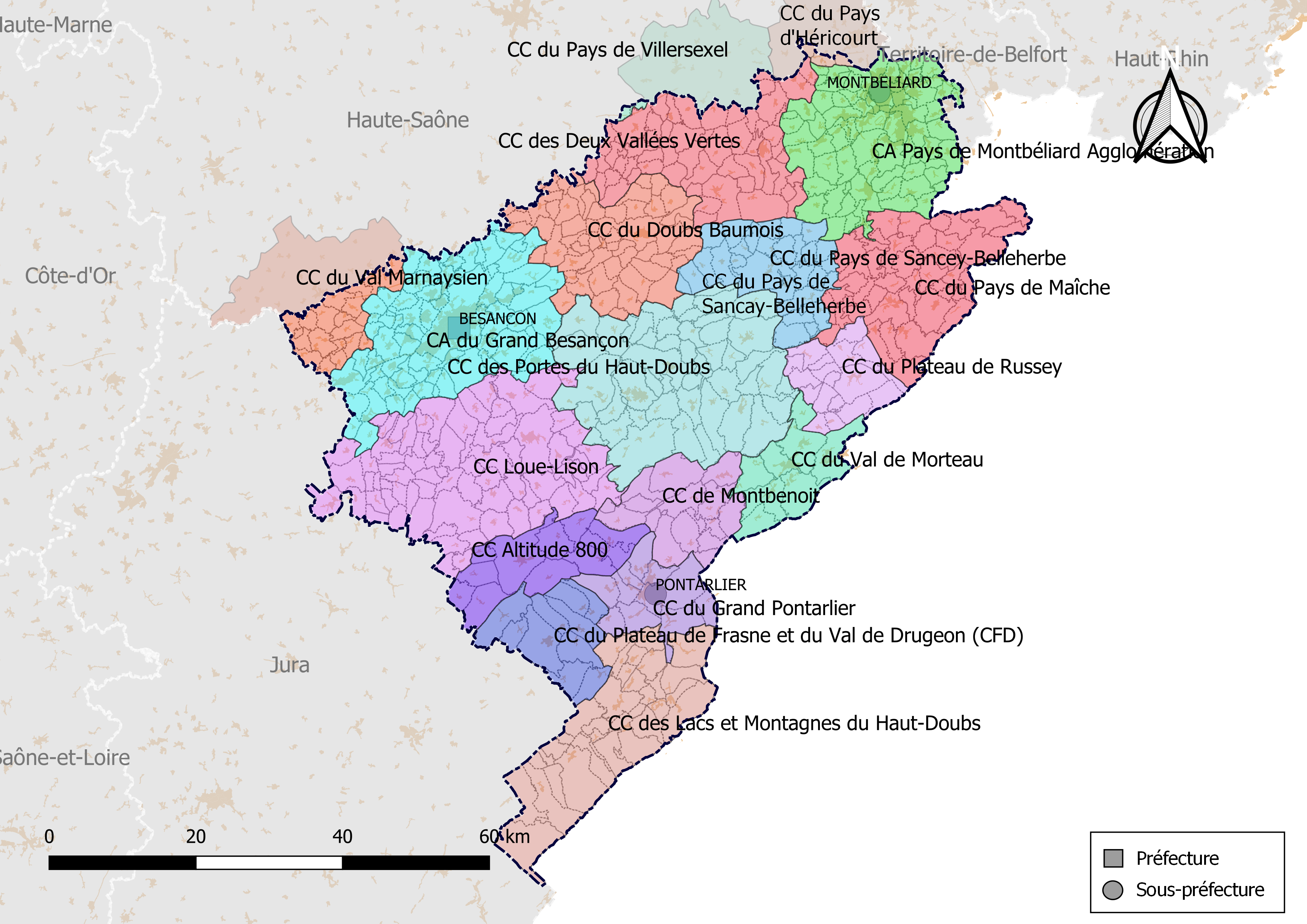
Carte des EPCI du Doubs au 1er janvier 2019.

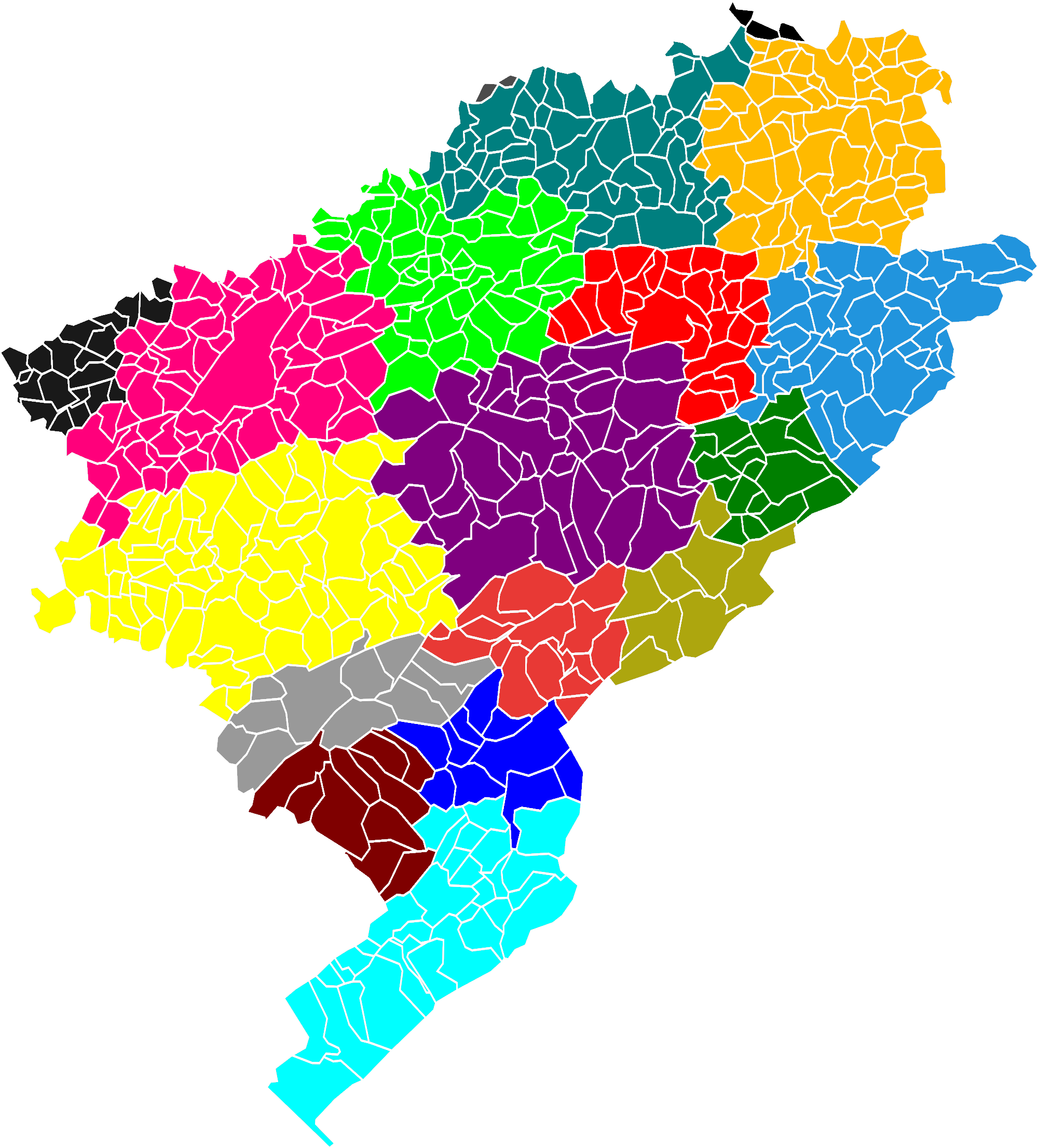
Carte des EPCI du Doubs au 1 1 2017

Au 1er janvier 2020, on dénombre 185 établissements publics de coopération intercommunale (ÉPCI) sur le département du Doubs (région Bourgogne-Franche-Comté) : une communauté urbaine, une communauté d'agglomération, 13 communautés de communes, 4 pôles et 166 syndicats. Ils sont classés en deux catégories suivant qu'ils sont avec ou sans fiscalité propre.

## ÉPCI à fiscalité propre
Au 1er janvier 2019, le département du Doubs compte 15 établissements publics de coopération intercommunale à fiscalité propre dont le siège est dans le département (une communauté urbaine, une communauté d'agglomération et 13 communautés de communes). Par ailleurs 26 communes sont groupées dans 3 intercommunalités dont le siège est situé hors département (en Haute-Saône). 
Deux pôles d'équilibre territorial et rural et deux pôles métropolitains se sont constitués parallèlement.

### Communautés d'agglomération et de communes
| Forme juridique                                            | Nom                                          | no SIREN  | Date de création | Nombre de communes         | Population (der. pop. légale) | Superficie (km2) | Densité (hab./km2) | Siège                     | Président             |
| ---------------------------------------------------------- | -------------------------------------------- | --------- | ---------------- | -------------------------- | ----------------------------- | ---------------- | ------------------ | ------------------------- | --------------------- |
| Communauté urbaine                                         | CU Grand Besançon Métropole                  | 242500361 | 23 décembre 2000 | 67                         | 198 387 (2022)                | 528,60           | 375                | Besançon                  | Anne Vignot           |
| Communauté d'agglomération                                 | CA Pays de Montbéliard Agglomération         | 200065647 | 1er janvier 2017 | 73                         | 139 653 (2021)                | 451,40           | 309                | Montbéliard               | Charles Demouge       |
| Communauté de communes                                     | CC du Grand Pontarlier                       | 242500338 | 14 juin 1999     | 10                         | 28 369 (2021)                 | 154,40           | 184                | Pontarlier                | Patrick Genre         |
| Communauté de communes                                     | CC des Portes du Haut-Doubs                  | 242504181 | 19 juin 1998     | 47                         | 26 736 (2021)                 | 643,60           | 42                 | Valdahon                  | François Cucherousset |
| Communauté de communes                                     | CC Loue-Lison                                | 200068070 | 1er janvier 2017 | 71                         | 25 269 (2022)                 | 666,90           | 38                 | Ornans                    | Jean-Claude Grenier   |
| Communauté de communes                                     | CC du Val de Morteau                         | 242504116 | 29 novembre 2000 | 8                          | 20 983 (2021)                 | 161,70           | 130                | Morteau                   | Cédric Bôle           |
| Communauté de communes                                     | CC du Pays de Maîche                         | 200023075 | 1er janvier 2010 | 42                         | 18 546 (2021)                 | 380,90           | 49                 | Maîche                    | Franck Villemain      |
| Communauté de communes                                     | CC des Deux Vallées Vertes                   | 200068294 | 1er janvier 2017 | 54                         | 15 654 (2021)                 | 390,0            | 40                 | Pays-de-Clerval           | Bruno Beaudrey        |
| Communauté de communes                                     | CC du Doubs Baumois                          | 242504447 | 27 décembre 2001 | 58                         | 16 057 (2021)                 | 348,90           | 46                 | Baume-les-Dames           | Jean-Claude Maurice   |
| Communauté de communes                                     | CC des Lacs et Montagnes du Haut-Doubs       | 200069565 | 1er janvier 2017 | 32                         | 16 493 (2021)                 | 419,80           | 39                 | Les Hôpitaux-Vieux        | Jean-Marie Saillard   |
| Communauté de communes                                     | CC de Montbenoît                             | 242500320 | 1er janvier 1993 | 12                         | 8 255 (2022)                  | 198,20           | 42                 | Pays-de-Montbenoît        | Élisabeth Viennet     |
| Communauté de communes                                     | CC du Plateau du Russey                      | 242504355 | 27 décembre 2001 | 17                         | 6 888 (2021)                  | 148,70           | 46                 | Le Russey                 | Gilles Robert         |
| Communauté de communes                                     | CC Altitude 800                              | 242504488 | 22 novembre 2002 | 9                          | 6 585 (2021)                  | 204,50           | 32                 | Levier                    | Claude Courvoisier    |
| Communauté de communes                                     | CC du Plateau de Frasne et du Val du Drugeon | 242504496 | 4 décembre 2002  | 10                         | 6 266 (2021)                  | 178,40           | 35                 | Frasne                    | Christian Vallet      |
| Communauté de communes                                     | CC du Pays de Sancey-Belleherbe              | 242504371 | 26 décembre 2001 | 27                         | 5 502 (2021)                  | 229,90           | 24                 | Sancey                    | Christian Brand       |
| Intercommunalités dont le siège est situé hors département |                                              |           |                  |                            |                               |                  |                    |                           |                       |
| Communauté de communes                                     | CC du Pays d'Héricourt                       | 247000722 | 14 novembre 2000 | 23 (dont 3 dans le Doubs)  | 20 931 (2021)                 | 163,60           | 128                | Héricourt (Haute-Saône)   | Fernand Burkhalter    |
| Communauté de communes                                     | CC du Val Marnaysien                         | 200041887 | 1er janvier 2014 | 45 (dont 21 dans le Doubs) | 14 536 (2021)                 | 301,90           | 48                 | Marnay (Haute-Saône)      | Thierry Decosterd     |
| Communauté de communes                                     | CC du Pays de Villersexel                    | 247000714 | 30 décembre 1999 | 34 (dont 2 dans le Doubs)  | 7 763 (2021)                  | 205,60           | 38                 | Villersexel (Haute-Saône) | Daniel Clerc          |

#### Rappel des anciennes communautés de communes
- Communauté de communes du Pays de Clerval
- Communauté de communes du pays de Pont-de-Roide
- Communauté de communes Amancey-Loue-Lison
- Communauté de communes du Plateau Maîchois
- Communauté de communes du Pays d'Ornans
- Communauté de communes du Val Saint Vitois
- Communauté de communes du Mont d'Or et des deux Lacs
- Communauté de communes du Pays Baumois
- Communauté de communes du canton de Quingey
- Communauté de communes des Isles du Doubs
- Communauté de communes de la vallée du Rupt
- Communauté de communes de Vaîte - Aigremont
- Communauté de communes des Trois Cantons
- Communauté de communes des Balcons du Lomont
- Communauté de communes du Val de la Dame Blanche
- Communauté de communes du vallon de Sancey
- Communauté de communes de Saint-Hippolyte
- Communauté de communes du Pays de Rougemont
- Communauté de communes des Rives de l'Ognon
- Communauté de communes des Hauts du Doubs
- Communauté de communes entre Dessoubre et Barbèche
- Communauté de communes de la Bussière
- Communauté de communes des Premiers Sapins

### Pôles d'équilibre territorial et rural
Le Doubs compte deux pôles d'équilibre territorial et rural :
- Pôle d'équilibre territorial et rural du pays du Doubs central
- Pôle d'équilibre territorial et rural du pays Horloger

### Pôles métropolitains
Deux pôles métropolitains interdépartementaux se sont constitués :
- Pôle métropolitain Centre Franche-Comté (5 CA ou CC de Besançon, Pontarlier, Dole, Lons et Vesoul)
- Pôle métropolitain Nord Franche-Comté (11 CA ou CC dont Montbéliard, Héricourt, Belfort et Delle)[20]

## ÉPCI sans fiscalité propre
Ce sont des syndicats de quatre types différents :

### 27 syndicats intercommunaux à vocation multiple (SIVOM)
- Syndicat d'études de l'Est bisontin
- Syndicat "des fontaines"
- SIVOM des Hauts du Doubs
- Sivom de Pays-de-Clerval
- SIVOM de Boussières
- SIVOM de Charancey-sur-Loue
- SIVOM de Berche - Dampierre
- SIVOM de la Chazelle
- SI du canton d'Audeux (SICA)
- SI des Combes Derniers
- SI à la carte du Pays de Quingey
- Syndicat à la carte de La Barèche
- Syndicat à la carte des villages du Prieuré
- Syndicat pour l'aménagement de Besançon-Sud plateau
- Syndicat d'animation et de loisirs de Villars - Noirefontaine
- SIVOM du Haut Lison
- Syndicat du Pays de Montbenoît
- SIVOM Audeux - Chaucenne - Noironte
- SIVOM du Vallon
- SI de Bulle - Dompierre-les-Tilleuls
- SIVOM de Franois - Serres-les-Sapins
- SI Education 2000
- SI d'électricité de Labergement-Sainte-Marie
- SI Malpas - La Planée
- SI Fontain - Arguel - La Vèze - Pugey (SIFALP)
- SI des écoles maternelles et élémentaires de la vallée du Drugeon (SEVAD)
- SIVOS de Vercel

### 104 syndicats intercommunaux à vocation unique (SIVU)
- SI de l'église de Verne
- SIVOS Mamirolle - Le Gratteris - La Chevillotte
- SIVU du Prieuré
- Syndicat d'assainissement de Verne Luxiol
- SIVOS de La Rêverotte
- SIVU de l'accueil périscolaire du clos du Doubs
- SIVU scolaire des Trois Fontaines
- SIVU de Flangebouche, Loray, Plaimbois-Vennes
- SIVU du gymnase du Val de Vennes
- SIVU MARPA école-Valentin
- Syndicat de construction et d'entretien des bâtiments d'une MARPA à Arc-et-Senans
- Syndicat de la Chaulière
- Syndicat forestier de Bolandoz et de Myon
- Syndicat de l'école intercommunale
- Syndicat de l'école du plateau de Belleherbe
- SI de la petite enfance du secteur de la Dame Blanche.
- SIVOS Épenoy Passonfontaine
- Syndicat d'électricité de la vallée du Rupt (SIEVR)
- Syndicat de la perception de Saint-Vit
- SI des eaux de la Chassagne
- SI scolaire de Byans - Villars -Les Abbans
- Syndicat d'eau de Rougemont-Est
- Syndicat d'assainissement d'Amancey - Fertans
- SI pour le RP des Communes de Busy et Vorges-les-Pins
- Syndicat de Télévision de Champagne-sur-Loue
- Syndicat de gestion des bâtiments intercommunaux de Sancey-le-Grand
- SI des Grands Près
- Syndicat du ramassage scolaire de Bartherans - Echay
- Syndicat des eaux de Combe- Dernier
- Syndicat de la trésorerie de Montbéliard et des deux vallées
- Syndicat des eaux de Bians-les-Usiers
- SI de Landresse - Ouvans, pour la construction d'une salle polyvalente
- SI de gestion forestère des Grands Bugnoz
- SI scolaire d'Aubonne, Ouhans, Renédale, Saint-Gorgon
- SI de la paroisse de Saint-Hilaire
- SI à vocation archéologique de Mandeure et Mathay
- SIVU de La Baumette
- Syndicat d'adduction d'eau de Byans sur le Doubs
- SI d'assainissement du Gour
- SIVU de secrétariat de mairie de la Chaille
- Syndicat d'adduction d'eau de Rennes-Chay
- Syndicat scolaire de Dannemarie - Vélesmes
- Syndicat de télévision de La Cluse-et-Mijoux
- SI des édifices cultuels de Cour-Saint-Maurice
- SI pour l'école de Cuse-et-Adrisans
- Syndicat des eaux du plateau d'Amancey
- Syndicat des eaux de Blarians - Germondans
- Syndicat des eaux des Tareaux
- SI pour l'amélioration des chemins de la vallée d'Hérimoncourt
- SI de l'église et du cimetière d'Huanne
- Syndicat des eaux d'Issans - Raynans
- Syndicat des écoles du secteur du Luhier
- Syndicat des eaux du Val de Cusance
- SI des eaux de la Haute Loue
- SIVU du RPI de Mérey-sous-Montrond, Montrond-le-Château - Villers-sous-Montrond
- SIAEP du plateau des Combes
- Syndicat forestier de Pont-de-Roide
- SI scolaire Chansiflarel
- SIVOS du collège de Saint-Vit
- Syndicat des sports de Sombacour
- Syndicat de transport de la rive gauche du lac de Saint-Point
- Syndicat des eaux de Vellerot-les-Vercel
- Syndicat d'assainissement du Val des Usiers
- Syndicat des eaux de Dommartin
- SI des eaux de Vau-les-Aigues
- SIVOM de la vallée
- Syndicat de distribution du gaz de Montbéliard
- Syndicat de l'Union de Franche-Comté
- Syndicat des eaux de la source du Doubs
- Syndicat des communes forestières du secteur de Rougemont
- Syndicat de secrétariat de mairie de Vercel
- SI de la gendarmerie de L'Isle-sur-le-Doubs
- SI pour la gestion du RP de Landresse -Villers-Chief
- SI pour les écoles de Rougemont
- Syndicat scolaire de la Lanterne
- SI pour le cimetière de Lanthenans -Sourans
- SI des écoles de La Chaux - Gilley - Bugny
- SI des Essarts
- SIVU pour l'école Pierrefontaine - Villars-lès-Blamont
- Syndicat de gestion du personnel intercommunal pour l'environnement
- SIVU d'aide à la gestion et à l'entretien des stades (SAGES)
- Syndicat scolaire de Noël-Cerneux - La Chenalotte - Le Barboux
- Syndicat de secrétariat de mairie du Bief de Caille
- SIVU du RP de Cademène - Epeugney - Rurey
- SI d'assainissement Les Vernes
- Syndicat scolaire des écoles de Vellevans et Servin
- SIRP des trois moulins
- SIVU de l'ensemble sportif de Novillars - Roche
- SI d'assainissement de Villars-sous-Dampjoux (SIAVDN)
- Syndicat d'électricité du Mont d'Or et des Lacs
- Syndicat scolaire BCMO (Bonnevaux - Chassagne - Malbrans - Ornans - Scey-Maisières)
- Syndicat de gestion des bâtiments communs à Chazot et Orve
- SIVU de gestion du RP de l'école d'Amancey - Amondans - Fertans - Malans -Montmahoux - Bolandoz
- Syndicat d'assainissement du Val de Sancey
- SI d'eau potable de Froidefontaine
- SI pour les écoles du Val
- SIVU de gendarmerie du Val de Vennes
- SI de l'école de la Haute-Joux
- Syndicat de la Bouvière
- Syndicat scolaire de la Haute vallée de la Loue
- SI pour la MARPA de Pierrefontaine-les-Varans
- SIVOS de Sancey
- SIVU des trois cantons
- SI des eaux d'Abbévillers

### 22 syndicats mixtes fermés (SMF)
- SM d'aménagement du Dessoubre et de valorisation du bassin versant
- Syndicat de l'abattoir du Haut-Doubs
- SM du Pays du Haut-Doubs
- SI des eaux du Haut plateau du Russey
- SI des eaux du Val de l'Ognon (SIEVO)
- SIVOS de Villers-Buzon
- Syndicat des eaux de Fourbanne et Blafond
- SI "la combe fleurie"
- SM des eaux de Clerval
- SM des eaux de la vallée du Rupt
- SM d'adduction d'eau de l'abbaye des Trois Rois
- Syndicat d'eau de Luxiol
- SI d'assainissement de Pont-de-Roide
- SM pour la prévention et la valorisation des déchets du Haut-Doubs
- SM du SCOT de l'Agglomération Bisontine
- SM de l'échangeur de Autechaux - Baume-les-Dames (EUROPOLYS)
- Syndicat des eaux de Joux
- SM du complexe sportif Jean-Jacques-Rousseau
- SM des deux lacs : Saint-Point et Remoray
- SM de collecte des ordures ménagères du Haut-Doubs
- SM de Besançon et de sa région pour le traitement des déchets (SYBERT)
- SM d'énergies du Doubs (SYDED)

### 13 syndicats mixtes ouverts (SMO)
- SM orchestre Victor Hugo Franche-Comté Besançon-Montbéliard
- SM "Doubs très haut débit"
- Agglomération urbaine du Doubs[21](Groupement local de coopération transfrontalière)
- SM du Mont d'Or
- Établissement Public d'Aménagement et de Gestion des Eaux Haute Doubs Haute Loue
- SM de transport Nord Franche-Comté
- SM de l'aérodrome de Besançon - La Vèze
- SM de l'aérodrome du Pays de Montbéliard
- SM du parc scientifique et industriel de Besançon (TEMIS)
- SM du musée de plein air des maisons comtoises
- SM de Micropolis
- SM du marais de Saône et du Bassin Versant de la Source d'Arcier
- SM Lumière

## Regroupements démographiques intercommunaux
Pour ses analyses, l'INSEE a défini des unités urbaines, aires d'attraction , bassins de vie et bassins d'emploi :
- Aire d'attraction de Besançon (312 communes dont 87 en Haute-Saône et 26 dans le Jura)
- Unité urbaine de Besançon (13 communes)
- Bassin de vie de Besançon (84 communes) [25]
- Bassin d'emploi de Besançon (415 communes dont 92 en Haute-Saône et 36 dans le Jura)[26]
- Aire d'attraction de Montbéliard (137 communes dont 33 en Haute-Saône et 5 dans le Territoire de Belfort)
- Unité urbaine de Montbéliard (21 communes)
- Bassin de vie de Montbéliard (45 communes) [27],[28])
- Bassin d'emploi de Montbéliard-Besançon-Héricourt (342 communes)[29]
- Aire d'attraction de Pontarlier (56 communes dont 1 dans le Jura)
- Unité urbaine de Pontarlier (Pontarlier, Dommartin, Doubs, Houtaud)
- Bassin de vie de Pontarlier (65 communes)[30],[31]
- Bassin d'emploi de Pontarlier (96 communes)[32]
- Aire d'attraction de Morteau (21 communes)
- Unité urbaine de Morteau (Morteau, les Fins)
- Bassin de vie de Morteau (24 communes) [33]
- Bassin d'emploi de Morteau (60 communes)[34]
- Bassin de vie de Baume-les-Dames (71 communes)[35]
- Aire d'attraction de Maîche (23 communes)
- Bassin de vie de Maîche (53 communes)[36]
- Aire d'attraction de Valdahon (22 communes)
- Bassin de vie de Valdahon (43 communes)[37]
- Bassin de vie d'Ornans (37 communes)[38]
- Unité urbaine de l'Isle-sur-le-Doubs (L'Isle-sur-le-Doubs, Appenans)
- Bassin de vie de l'Isle-sur-le-Doubs (41 communes)[39]
- Bassin de vie de Saint-Vit (42 communes)[40]
- Unité urbaine de Pont-de-Roide (Pont-de-Roide-Vermondans, Hautechaux-Roide, Bourguignon)
- Bassin de vie de Pont-de-Roide-Vermondans  ( 29 communes)[41]
- Bassin de vie de Saône (19 communes) [42]
- Unité urbaine de Fesches-le-Châtel (Fesches-le-Châtel, Bourogne, Méziré, Morvillars)[43]
- Unité urbaine d'Arcey (Arcey, Désandans)
- Unité urbaine de Beaucourt (Beaucourt, Dampierre-les-Bois, Montbouton, Dasle )[44]
- Unité urbaine de Colombier-Fontaine (Colombier-Fontaine, Lougre)
- Unité urbaine de Cussey-sur-l'Ognon (Cussey-sur-l'Ognon, Étuz, Boulot)[45]
- Unité urbaine de Montferrand-le-Château (Montferrand-le-Château, Thoraise)
- Unité urbaine de Châtenois-les-Forges (Châtenois-les-Forges, Trévenans, Dambenois)[46]
- Unité urbaine de Pouilley-les-Vignes (Pouilley-les-Vignes, Champagney, Champvans-les-Moulins, Serre-les-Sapins, Franois)
- Unité urbaine de Roche-lez-Beaupré (Roche-lez-Beaupé, Novillars, Vaire)
- Bassin de vie de Levier (12 communes)[47]
- Bassin d'emploi de Vesoul (279 communes de Haute-Saône et 3 du Doubs)[48]
- Bassin d'emploi de Saint-Claude (75 communes du Jura et 2 du Doubs)[49].

Aires urbaines jusqu'en 2020
- Aire urbaine de Besançon[50] (256 communes)[51]
- Aire urbaine de Montbéliard[50] (121 communes)[52]
- Aire urbaine de Pontarlier (20 communes)
- Aire urbaine de Morteau (Morteau, Les Fins)[53]
- Aire urbaine de Baume-les-Dames ( Baume-les-Dames, Hyèvre-Magny et Hyèvre-Paroisse)